# Cystowithius chamberlini
Espèce
Cystowithius chamberlini est une espèce de pseudoscorpions de la famille des Withiidae.

## Distribution
Cette espèce se rencontre en Mexique et au Guatemala.

## Description
Le mâle holotype mesure 2,20 mm et la femelle paratype 2,53 mm.

## Étymologie
Cette espèce est nommée en l'honneur de Joseph Conrad Chamberlin.

## Publication originale
- Harvey, 2004 : Remarks on the New World pseudoscorpion genera Parawithius and Victorwithius, with a new genus bearing a remarkable sternal modification (Pseudoscorpiones, Withiidae). Journal of Arachnology, vol. 32, no 3, p. 436-456 (texte intégral).